# Kuzu-no-ha

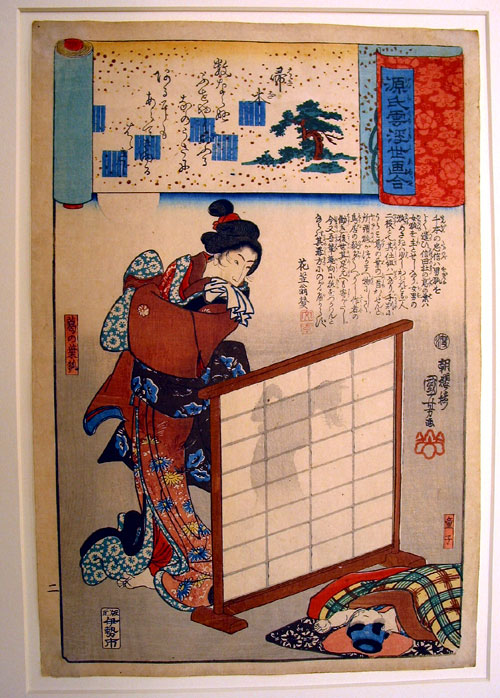
Blocktryck av Utagawa Kuniyoshi föreställande Kuzu-no-ha i sin mänskliga skepnad; på skärmen syns en silhuett av hennes rävskepnad.

Kuzu-no-ha (葛の葉?  "kudzu-löv"), även Kuzunoha, är en kvinnlig kami och kitsune inom japansk mytologi - och enligt legenden mor till onmyōjin Abe no Seimei.

## Legenden
Legenden om Kuzu-no-ha utspelar sig i Japan under kejsare Murakamis välde (946-967), då en samuraj vid namn Abe no Yasuaki levde i provinsen Settsu (som ligger i vad som numera kallas Hyōgo prefektur). Hans son, den unge adelsmannen Abe no Yasuna, var på väg till Shinoda-jinjan (en shintoistisk helgedom) när han mötte en kommissionär vid namn Tsunehira som på uppmaning av sin bror, astrologen Doman, jagade räv för att använda deras lever i medicin för sin fru som led av en obotlig sjukdom.
Yasuna strider mot Tsunehira, och får flera sår över kroppen, men lyckas frigöra räven Tsunehira hade fångat. Efteråt möter han en vacker kvinna vid namn Kuzu-no-ha, som tar med sig honom hem till sitt hus för att hjälpa honom. Kuzu-no-ha visar sig vara räven Yasuna hade räddat, som antog en mänsklig skepnad.
Yasuaki, Yasunas far, beger sig iväg för att hjälpa Yasuna, men blir dödad av Tsunehira. En av Yasuakis tjänare letar efter Tsunehira, och hittar honom framför Kuzu-no-has hus. Yasuna kommer ut från huset och hämnas sin far genom att döda Tsunehira.
Efter Tsunehiras död bor Yasuna kvar hos Kuzu-no-ha och blir förälskad i henne, och gifter sig med henne. Kuzu-no-ha blir gravid, och föder en son som visar sig vara väldigt intelligent.
Flera år senare, när sonen är sju år gammal, får han syn på Kuzu-no-has svans medan hon betraktar krysantemum-blommor. Då hennes sanna natur har avslöjats, lämnar hon sin familj för att återvända till sitt liv som en räv. Hon lämnar efter sig en dikt som farväl, i vilken hon ber Yasuna att möta henne i Shinoda-skogen.
Yasuna och hans son letar efter henne i Shinoda, och ser till slut henne i sin rävskepnad. Hon avslöjar att hon är Shinoda-jinjans kami, och ger sin son ett skrin vid namn Ryugu-no-Hako, som ger honom förmågan att förstå djurens språk.
Tre år senare är sonen tio år gammal, har fått namnet Abe no Seimei, och har blivit berömd efter att ha besegrat Doman i en astrologitävling i kejsarpalatset. Seimei får titeln doktor i astrologi av kejsaren, och blir 900-talets främste astrolog.

## Helgedom
I staden Izumi i Osaka prefektur finns en Inari-jinja vid namn Shinodamori Kuzu-no-ha Inari jinja (信太森葛葉稲荷神社?), som är tillägnad Kuzu-no-ha. Platsen som helgedomen är byggd på ska vara samma plats som Kuzu-no-ha sade farväl till sin mänskliga familj på. Det finns även en damm i samma område som förknippas med legenden om Kuzu-no-ha, som av staden Izumi klassas som en historiskt betydelsefull plats.

## Teaterpjäser
Teaterpjäser om legenden om Kuzu-no-ha har uppförts i Japan, däribland Ashiya Dōman Ōuchi Kagami (芦屋道満大内鑑?) som skrevs av Takeda Izumo I och uppfördes för första gången 1734 som bunraku (dockteater) på Takemoto-za-teatern i Osaka; en kabuki-variant hade premiär 1735 på Miyako Mandayu-za-teatern i Kyoto.
Pjäsen består av fem akter, och framförs bara ibland i sin helhet, medan den fjärde akten, som heter just "Kuzu-no-ha" och handlar om när Kuzu-no-ha lämnade sin familj, framförs oftare och som en fristående pjäs, både som kabuki och bunraku.

## Galleri

Avbildningar av Kuzu-no-ha
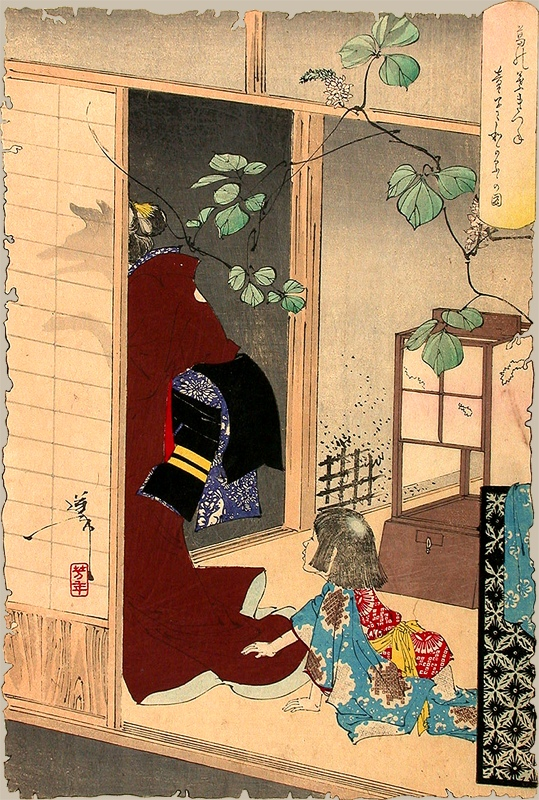
Blocktryck från 1889–1892 av Yoshitoshi, föreställande Kuzu-no-ha när hon lämnar sin familj. Silhuetten av hennes rävskepnad syns på en skärm.
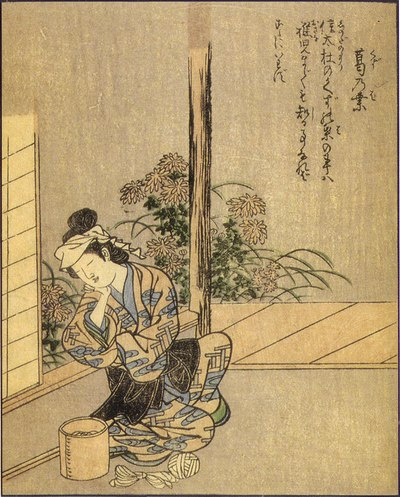
Illustration från 1841 av Takehara Shunsen, från bestiariet Ehon Hyaku Monogatari

Fotografier av helgedomen Shinodamori Kuzu-no-ha Inari jinja
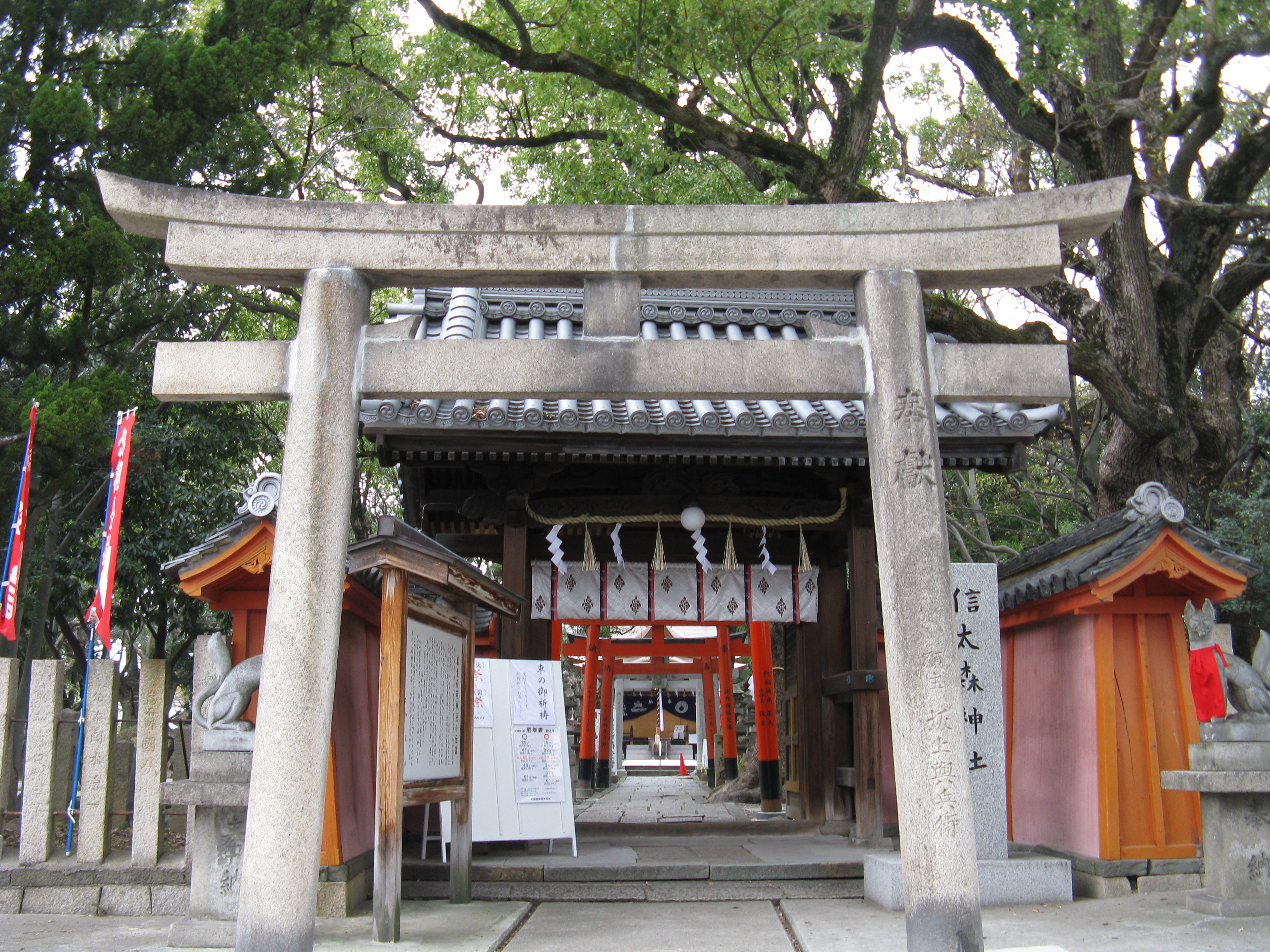
Ingången till jinjan
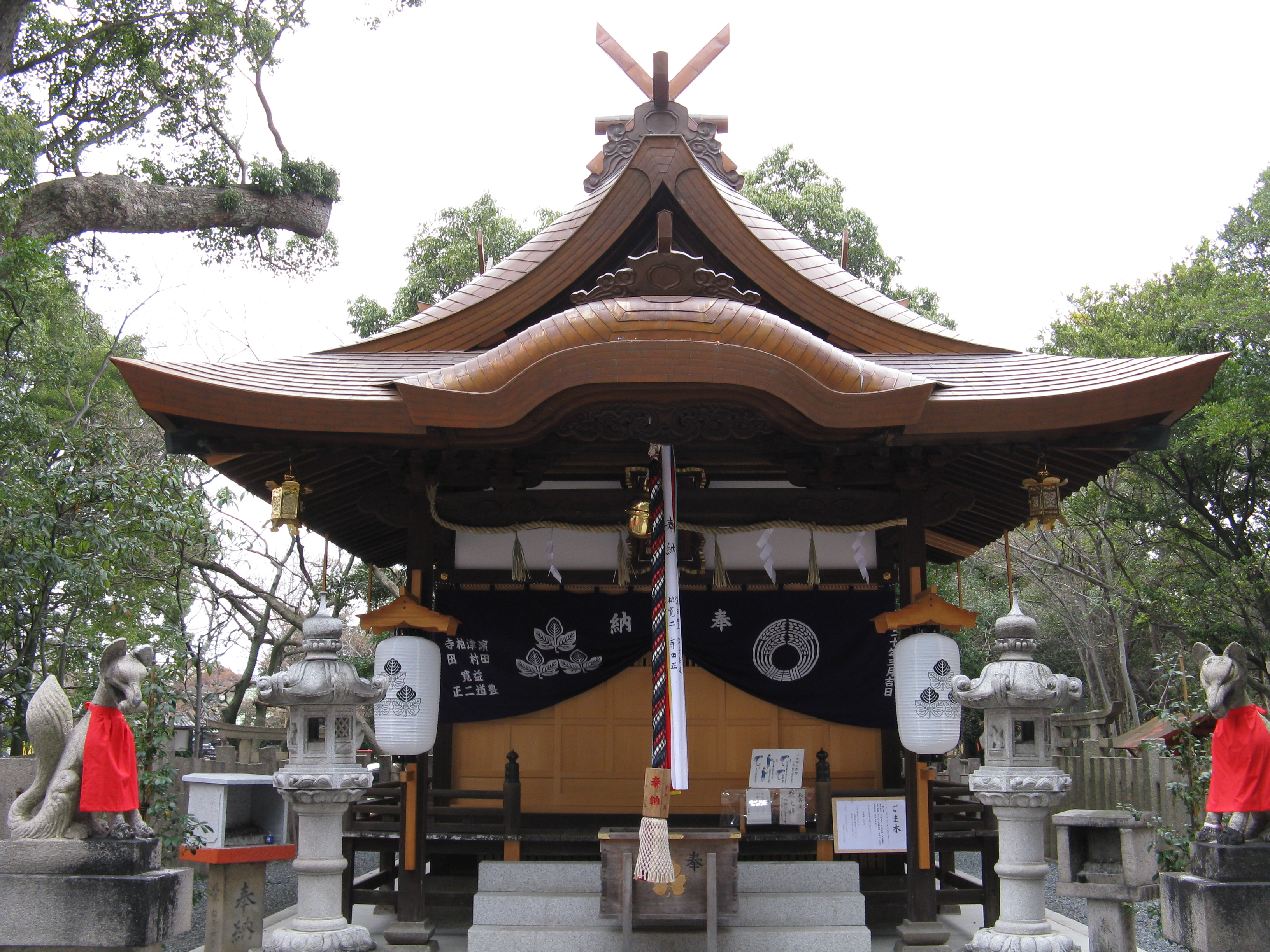
Jinjans haiden (拝殿?), bönerum
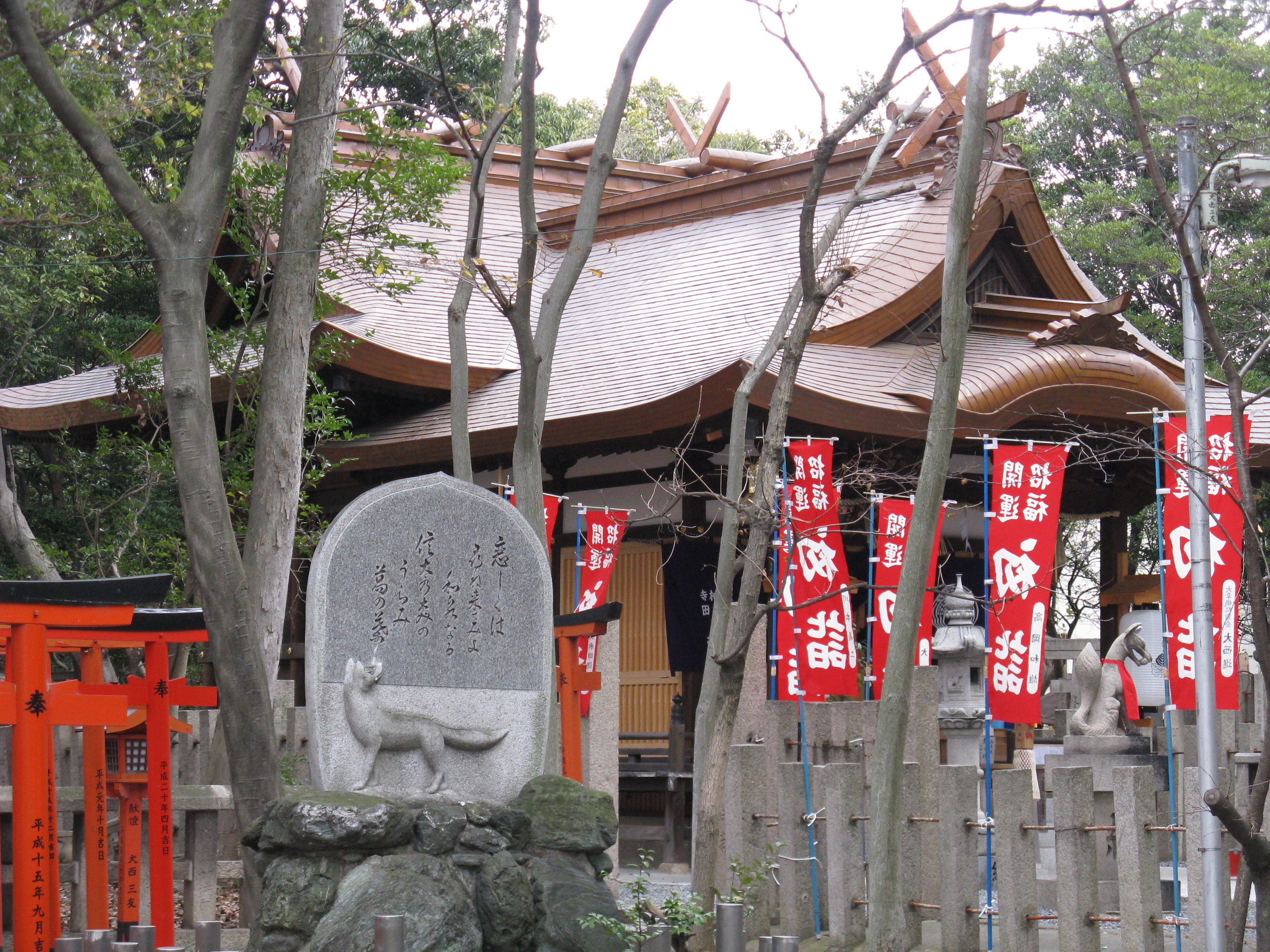
Jinjans haiden sedd snett från sidan
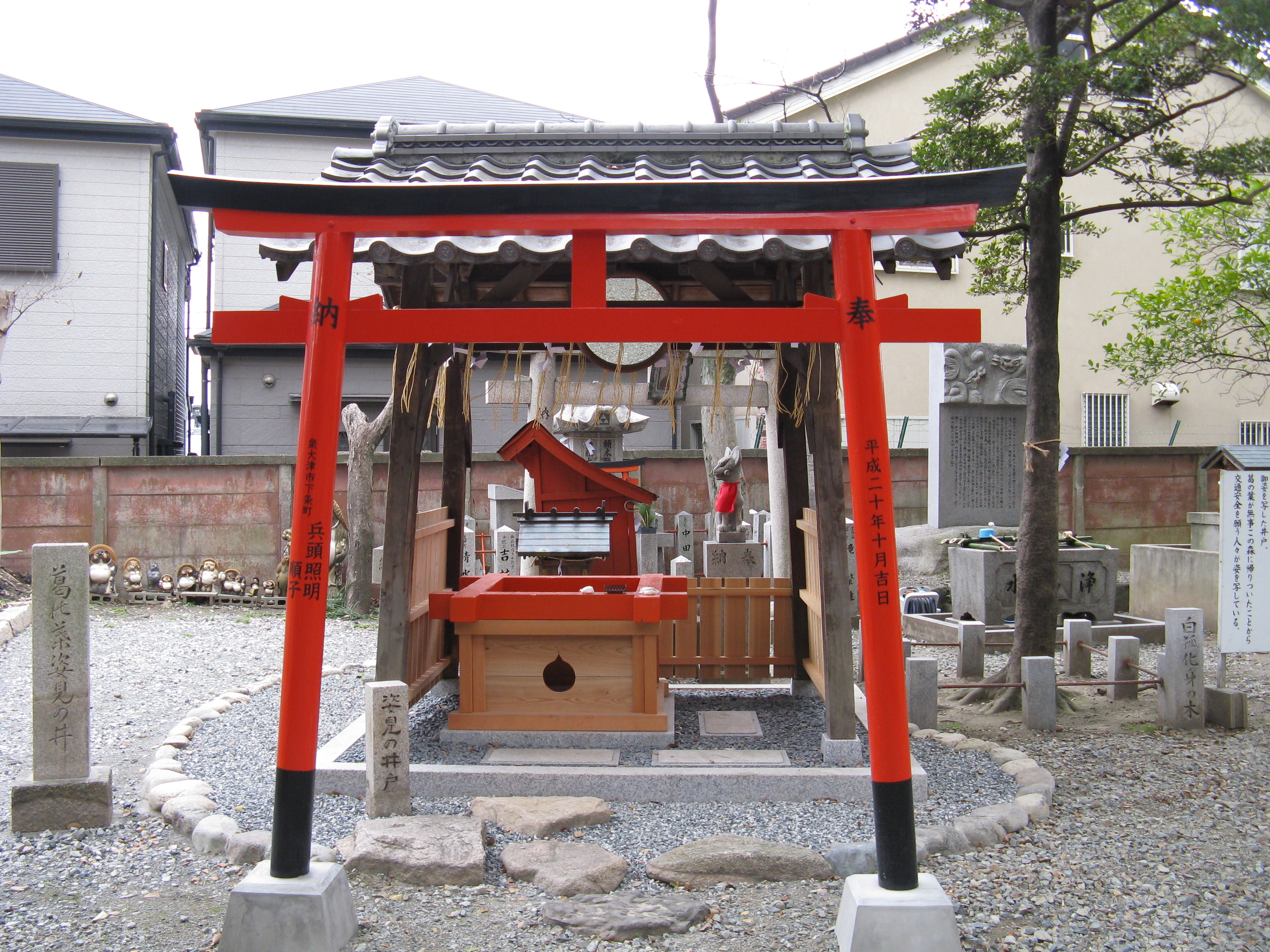
Jinjans sugatami-no-ido (姿見の井戸?  "reflektions-brunn")

### Webbkällor
1. 1 2 3  ”Izumi City:Book of Izumi City” (på engelska). Book of Izumi City. Izumi City. Arkiverad från originalet den 3 maj 2008. https://web.archive.org/web/20080503200629/http://www.city.izumi.osaka.jp/yoran/english/06education/index.html. Läst 8 augusti 2014.
2. 1 2 3  Shōriya Aragorō. ”ASHIYA DÔMAN ÔUCHI KAGAMI” (på engelska). KABUKI 21. http://www.kabuki21.com/adok.php. Läst 8 augusti 2014.